# Glucosa
La glucosa es un monosacárido con fórmula molecular C6H12O6.
aldosa, esto es, el grupo carbonilo está en el extremo de la molécula (es un grupo aldehído). Es una forma de azúcar que se encuentra libre en las frutas y en la miel. Su rendimiento energético es de 3,75 kcal/g en condiciones estándar. Es un isómero de la galactosa, con diferente posición relativa de los grupos -OH y =O. 
La aldohexosa glucosa posee dos enantiómeros, si bien la D-glucosa es predominante en la naturaleza. En terminología de la industria alimentaria suele denominarse dextrosa (término procedente de «glucosa dextrorrotatoria») a este compuesto.

## Etimología
El término «glucosa» procede del idioma griego γλεῦκος (gleûkos; "mosto", "vino dulce"), y el sufijo «-osa» indica que se trata de un azúcar. La palabra fue acuñada en francés como "glucose" (con anomalía fonética) por Jean-Baptiste Dumas en 1838; debería ser fonéticamente "gleucosa" (o "glicosa" si partimos de glykos, otro lexema de la misma raíz).

## Características

Ciclación de la glucosa.

La glucosa libre o combinada, es el compuesto orgánico más abundante de la naturaleza. Es la fuente primaria de síntesis de energía de las células, mediante su oxidación catabólica, y es el componente principal de polímeros de importancia estructural como la celulosa y de polímeros de almacenamiento energético como el almidón y el glucógeno.
A partir de su estructura lineal, la D-glucosa sufre una ciclación hacia su forma hemiacetálica para dar sus formas furano y pirano (D-glucofuranosa y D-glucopiranosa) que a su vez presentan anómeros alfa y beta. Estos anómeros no presentan diferencias de composición estructural, pero sí diferentes características físicas y químicas.
La glucosa es uno de los tres monosacáridos dietéticos, junto con fructosa y galactosa, que se absorben directamente al torrente sanguíneo durante la digestión. Las células lo utilizan como fuente primaria de energía y es un intermediario metabólico. La glucosa es uno de los principales productos de la fotosíntesis y combustible para la respiración celular.
Todas las frutas naturales tienen cierta cantidad de glucosa (a menudo con fructosa), que puede extraerse y concentrarse para preparar un azúcar alternativo. Sin embargo, a escala industrial tanto el jarabe de glucosa (disolución de glucosa) como la dextrosa (glucosa en polvo) se obtienen a partir de la hidrólisis enzimática de almidón de cereales (generalmente trigo o maíz).

## Biosíntesis
Los organismos fotoautótrofos, como las plantas, sintetizan la glucosa en la fotosíntesis a partir de compuestos inorgánicos como agua y dióxido de carbono, según la reacción:

{\displaystyle \mathrm {6CO_{2}+6H_{2}O\to C_{6}H_{12}O_{6}+6O_{2}} }

 (en presencia de luz solar como fuente de energía) 
Los seres heterótrofos, como los animales, son incapaces de realizar este proceso y toman la glucosa de otros seres vivos o la sintetizan a partir de otros compuestos orgánicos. Puede obtenerse glucosa a partir de otros azúcares, como fructosa o galactosa. Otra posibilidad es la síntesis de glucosa a partir de moléculas no glucídicas, proceso conocido como gluconeogénesis. Hay diversas moléculas precursoras, como el lactato, el oxalacetato y el glicerol.
También existen ciertas bacterias anaerobias que utilizan la glucosa para generar dióxido de carbono y metano según esta reacción:

{\displaystyle \mathrm {C_{6}H_{12}O_{6}\to 3CO_{2}+3CH_{4}} }

## Producción comercial
La glucosa se produce industrialmente a partir del almidón mediante hidrólisis enzimática utilizando amilasa, o mediante hidrólisis ácida, con ácidos. La hidrólisis enzimática ha desplazado en gran medida a la hidrólisis con ácidos. El resultado es el jarabe de glucosa (enzimáticamente con más del 90% de glucosa en materia seca) con un volumen de producción mundial anual de 20 millones de toneladas (en 2011). De ahí la antigua denominación común de "azúcar de almidón". Las amilasas suelen proceder de Bacillus licheniformis  o Bacillus subtilis (cepa MN-385), que son más termoestables que las enzimas utilizadas originalmente. Desde 1982, pululanasas de Aspergillus niger se utilizaron en la producción de jarabe de glucosa para convertir la amilopectina en almidón (amilosa), aumentando así el rendimiento de la glucosa. La reacción se lleva a cabo a un pH = 4,6-5,2 y a una temperatura de 55-60 °C. El jarabe de maíz tiene entre un 20 % y un 95 % de glucosa en materia seca. La forma japonesa del jarabe de glucosa, Mizuame, se elabora con almidón de batata o de arroz. Maltodextrina contiene aproximadamente un 20 % de glucosa.
Se pueden utilizar muchos cultivos como fuente de almidón. Maíz, arroz, trigo, yuca, patata, cebada, batata, Se utiliza también hojas de maíz y sagú en varias partes del mundo. En los Estados Unidos se utiliza casi exclusivamente el almidón de maíz (procedente del maíz). Una parte de la glucosa comercial se encuentra como componente del azúcar invertido, una mezcla aproximadamente 1:1 de glucosa y fructosa que se produce a partir de la sacarosa. En principio, la celulosa podría hidrolizarse a glucosa, pero este proceso aún no es comercialmente práctico.

### Conversión en fructosa
En Estados Unidos se utiliza casi exclusivamente el maíz (más concretamente, el jarabe de maíz) como fuente de glucosa para la producción de isoglucosa, que es una mezcla de glucosa y fructosa, ya que la fructosa tiene un mayor poder edulcorante – con el mismo valor calórico fisiológico de 374 kilocalorías por 100 g. La producción mundial anual de isoglucosa es de 8 millones de toneladas (a fecha de 2011). Cuando se elabora a partir de jarabe de maíz, el producto final es el jarabe de maíz de alta fructosa (JMAF).

## Polímeros de glucosa
La glucosa es el constituyente básico de diversos polímeros de gran importancia biológica, como son los polisacáridos de reserva almidón y glucógeno, y los estructurales celulosa y quitina.
Celulosa. En su forma cíclica D-glucopiranosa, dos moléculas de glucosa se unen mediante un enlace β-glucosídico en el que reaccionan los -OH de sus carbonos 1 y 4, respectivamente, para formar el disacárido celobiosa; la unión de varias de estas moléculas forma celulosa, constituyente esencial de la pared celular de las células vegetales.
Quitina. Un derivado nitrogenado de la glucosa, la N-acetilglucosamina, también en su forma cíclica β-D-glucopiranosa, forma el disacárido quitocina, cuya repetición da lugar a la quitina, el componente del exoesqueleto de los artrópodos, el grupo animal con mayor éxito evolutivo.
Glucógeno y almidón. La unión de dos moléculas de D-glucopiranosa mediante enlace α-glucosídico da lugar a la maltosa y a la isomaltosa, disacáridos que son la base de los polisacáridos glucógeno (reserva energética propia de animales y hongos) y almidón (reserva típica de los vegetales y muchas algas).

## Usos comerciales

Dulzor relativo de varios azúcares en comparación con la sacarosa

La glucosa se utiliza principalmente para la producción de fructosa y de alimentos que contienen glucosa. En los alimentos, se utiliza como edulcorante, humectante, para aumentar el volumen y para crear una sensación en boca más suave. 
Diversas fuentes de glucosa, como el zumo de uva (para el vino) o la malta (para la cerveza), se utilizan para la fermentación a etanol durante la producción de bebidas alcohólicas. La mayoría de los refrescos en Estados Unidos utilizan JMAF-55 (con un contenido de fructosa del 55 % en materia seca), mientras que la mayoría de los demás alimentos endulzados con JMAF en Estados Unidos utilizan JMAF-42 (con un contenido de fructosa del 42 % en materia seca). En México, en cambio, los refrescos se endulzan con azúcar de caña, que contiene sacarosa. Además, el jarabe de glucosa se utiliza, entre otras cosas, en la producción de confitería como caramelos, toffee y glaseado de fondant. Las reacciones químicas típicas de la glucosa cuando se calienta en condiciones sin agua son la caramelización y, en presencia de aminoácidos, la reacción de Maillard.
Además, se pueden producir biotecnológicamente varios ácidos orgánicos a partir de la glucosa, por ejemplo mediante la fermentación con Clostridium thermoaceticum para producir ácido acético, con Penicillium notatum para la producción de ácido araboascórbico, con Rhizopus delemar para la producción de ácido fumárico, con Aspergillus niger para la producción de ácido glucónico, con Candida brumptii para producir ácido isocítrico, con Aspergillus terreus para la producción de ácido itacónico, con Pseudomonas fluorescens para la producción de ácido 2-cetoglucónico, con Gluconobacter suboxydans para la producción de ácido 5-cetoglucónico, con Aspergillus oryzae para la producción de ácido kójico, con Lactobacillus delbrueckii para la producción de ácido láctico, con Lactobacillus brevis para la producción de ácido málico, con Propionibacter shermanii para la producción de ácido propiónico, con Pseudomonas aeruginosa para la producción de ácido pirúvico y con Gluconobacter suboxydans para la producción de ácido tartárico. Recientemente se ha informado de productos naturales potentes y bioactivos como el triptólido que inhibe la transcripción de los mamíferos a través de la inhibición de la subunidad XPB del factor de transcripción general TFIIH como conjugado de la glucosa para dirigirse a las células cancerosas hipóxicas con una mayor expresión del transportador de glucosa. Recientemente, la glucosa ha ido ganando uso comercial como componente clave de "kits" que contienen ácido láctico e insulina destinados a inducir hipoglucemia e hiperlactatemia para combatir diferentes cánceres e infecciones.

### Gastronomía
En repostería se utiliza un derivado de la sacarosa, producido mediante hidrólisis ácida o enzimática, que se llama azúcar invertido, compuesto a partes iguales de fructosa y glucosa. Añadido a la mezcla o formado durante el proceso, se usa en la elaboración de bollería, caramelos y otros productos de confitería.
La mezcla cristaliza con más dificultad que la sacarosa, evita la desecación de los productos congelados y hace descender el punto de congelación de helados.